# Жетон «Станция метро Волковская»

Аверс и реверс жетона

Жетон «Станция метро Волковская» — юбилейный жетон с изображением станции метро «Волковская», отчеканенный в честь пуска новой станции Петербургского метрополитена.
Общий тираж жетонов 10000 штук. Чеканку осуществил Санкт-Петербургский монетный двор. Диаметр, вес и металл новых жетонов соответствует ныне действующим.
Некоторое количество жетонов было выпущено в оборот на станции «Волковская» сразу после торжественного открытия 20 декабря 2008 года по номинальной стоимости (17 рублей).
22 декабря 2008 года на всех станциях Петербургского метрополитена начата реализация жетонов в коллекционной упаковке (стоимость 120 руб).